# Alexander Ales
Alexander Ales, död 1565, var en skotsk teolog. Han emigrerade till Tyskland där han blev lutheran och känd för sitt stöd för den Augsburgska bekännelsens lära. 